# Beckum (Overijssel)

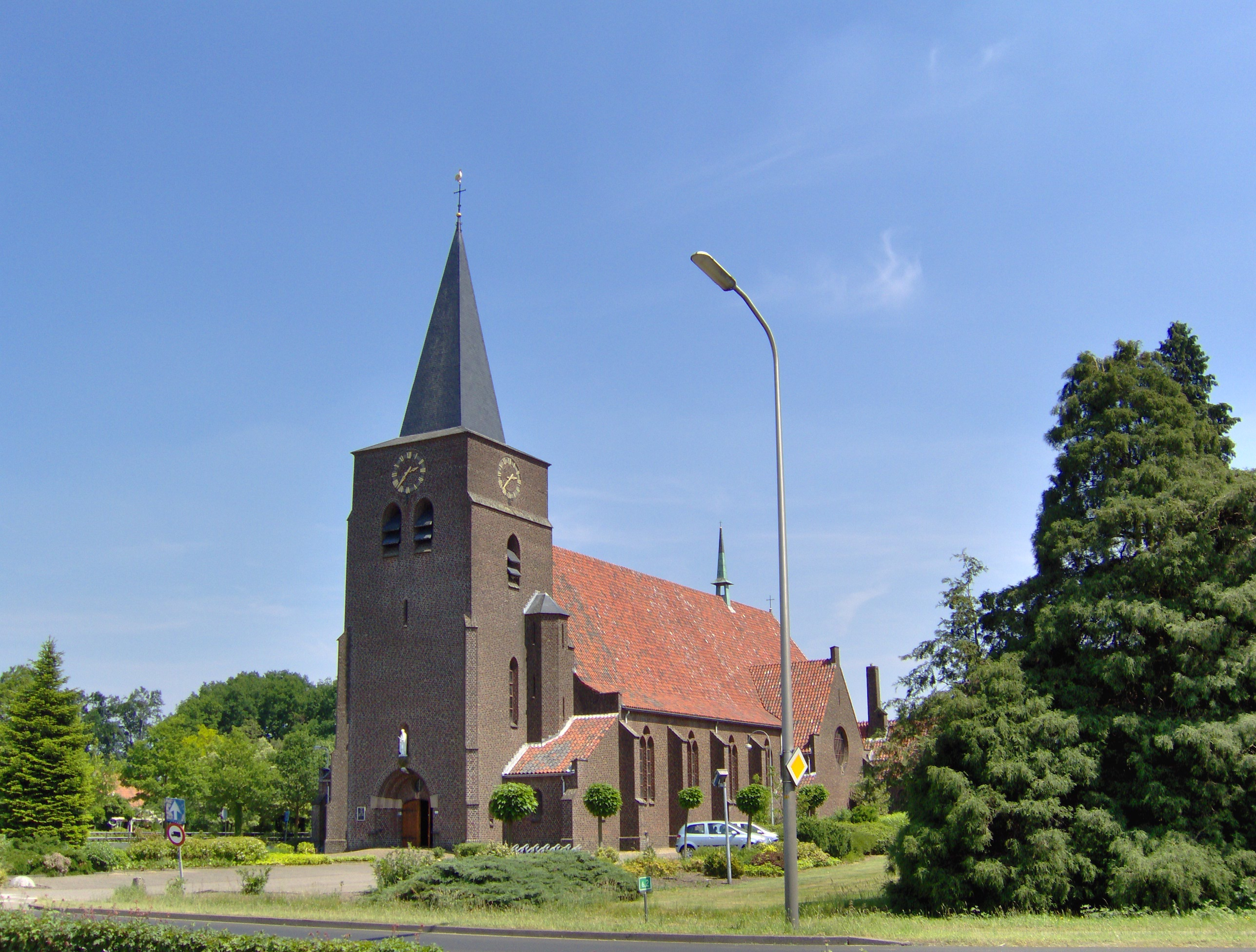
De H. Blasiuskerk anno 2006 in Beckum

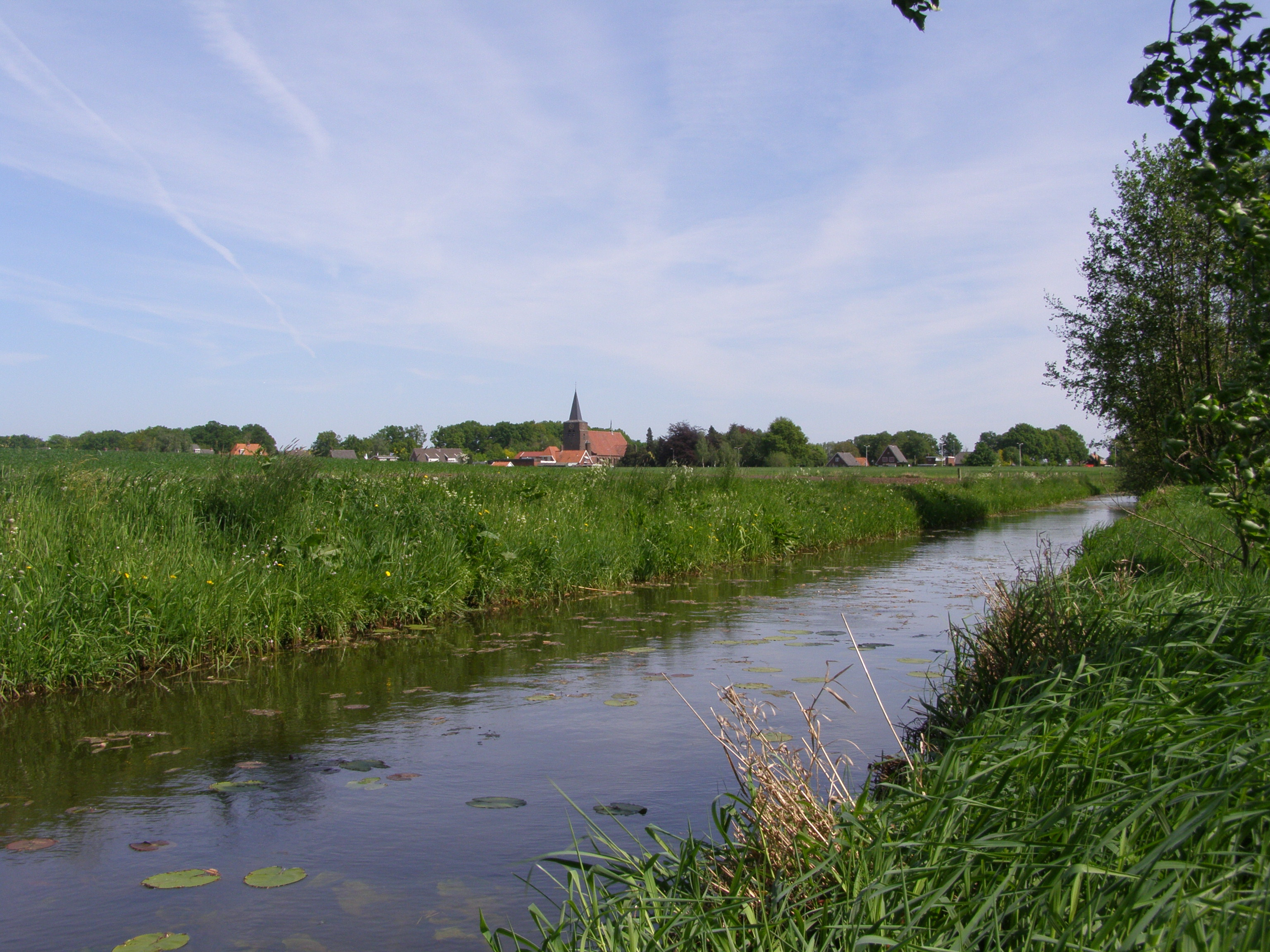
De Hagmolenbeek met op de achtergrond het plaatsje Beckum

Beckum is het enige kerkdorp in de gemeente Hengelo in de streek Twente, gelegen in de Nederlandse provincie Overijssel. In de kern en buitengebied van Beckum wonen 1.000 inwoners (per 2017). Beckum ligt aan de provinciale weg N739 Hengelo-Haaksbergen. In het dorp bevinden zich de rooms-katholieke Sint-Blasiuskerk en de r.k. Basisschool De Bleek. Voor de postadressen ligt Beckum 'in' Hengelo.

## Geschiedenis
De eerste vermelding van de naam Beckum stamt uit het jaar 1266. Dan verklaren Herman van Saterslo en zijn gezinsleden dat zij het huis van Werenbold in Bechem met Werenbold, zijn vrouw en kinderen voor 160 ponden hebben verkocht aan de commanderij van de Johannieterorde in Steinfurt. Tot het ontstaan van de gemeente Hengelo in 1811 hoorde Beckum onder het richterambt Delden.

## Omgeving
De omgeving van Beckum kenmerkt zich door vele boerderijen en landerijen. Veel boerderijen vallen onder Twickel, die te herkennen zijn aan de witte luiken met zwarte randen. Een groot deel van de 70 kilometer lange mountainbikeroute op landgoed Twickel loopt door Beckum.

## Verenigingen en organisaties
Achter de Blasiuskerk bevindt zich sportvereniging TVO met afdelingen voor voetbal, handbal en volleybal. Naast de sportvereniging TVO is er ook een tennisvereniging onder die naam. Beckum kent nog vele andere verenigingen, waaronder de postduivenvereniging Zwarte Doffer, Cross Sport Beckum, Vogelvereniging Vogelvreugd, Toneelvereniging Levenslust en de DartClub Beckum Antiroos.

## Pinksterfeesten
Sinds 1919 organiseert de Stichting Pinksterfeesten Beckum jaarlijks de Pinksterfeesten, met als doel samen met de Beckumer gemeenschap een feest te organiseren, waarbij de verdiensten terugvloeien naar de Beckumer verenigingen en instellingen. Voor, tijdens en na het feest werken ruim 600 vrijwilligers uit het dorp en verenigingen van het dorp mee aan het slagen van het evenement. De datum van het feest is elk jaar gekoppeld aan het Pinksterweekend. Het feestterrein 't Ossenveeld, dat sinds het jaar 2000 in gebruik is, heeft een oppervlakte van bijna drie ha. Jaarlijks komen duizenden bezoekers uit de hele regio op het evenement af.

## Volle Polle
Sinds enkele jaren vindt er in Beckum het jaarlijkse event "Volle Polle" plaats, een groot auto- en motorsportspektakel met nationale en internationale deelnemers. Er is auto- en motorsport, muziek, bedrijvenmarkt en kinderactiviteiten. Ook rijden in de “Knakworstklasse” de plaatselijke motorcrossers. In de “Nachtcross” voor auto’s gaan dorpsgenoten de strijd met elkaar aan.

## Bekende personen geboren in Beckum
- Marga Waanders (1959), politicus en burgemeester